# Madeleine Sandig
Madeleine Sandig, née le 12 août 1983 à Francfort-sur-le-Main, est une coureuse cycliste allemande.

## Famille
Lors du week-end de Pâques 2014, elle épouse son partenaire de longue date, le cycliste Maximilian Levy. La famille habite à Cottbus.

## Palmarès sur route

### Par années
- 2003
  -  Médaillée d'argent du championnat d'Europe du contre-la-montre espoirs
  - 2e de Cologne-Schuld-Frechen
- 2004
  -  Médaillée d'argent du championnat d'Europe du contre-la-montre espoirs
- 2005
  -  Championne d'Europe du contre-la-montre espoirs
  - 4eb étape du Holland Ladies Tour (contre-la-montre par équipes)
  - 3e de Gracia Orlova
  - 3e du championnat d'Allemagne du contre-la-montre
- 2006
  - 1re étape du Tour de l'Aude cycliste féminin (contre-la-montre par équipes)
  - 2e du championnat d'Allemagne du contre-la-montre
- 2009
  - 2e étape du Tour de l'Aude cycliste féminin (contre-la-montre par équipes)
  - 3e du Tour of Chongming Island Time Trial

### Classements mondiaux
| Année                                 | 2009 | 2010 | 2011 | 2012 |
| ------------------------------------- | ---- | ---- | ---- | ---- |
| Classement UCI                        | 88e  | 318e | 366e | 209e |
|                                       |      |      |      |      |
| Légende : nc = non classéSource : UCI |      |      |      |      |

## Palmarès sur piste

### Championnats du monde
- Copenhague 2010
  - 21e de la course aux points
- Apeldoorn 2011
  - 7e de la poursuite par équipes
  - 10e de la course aux points
- Melbourne 2012
  - 8e de la poursuite par équipes
  - 17e de la poursuite individuelle

### Coupe du monde
- 2010-2011
  - 2e de la poursuite par équipes à Melbourne
- 2011-2012
  - 3e de la poursuite par équipes à Astana

### Championnats d'Europe
- Pruszkow 2010
  -  Médaillée de bronze de la poursuite par équipes
- Apeldoorn 2011
  -  Médaillée d'argent de la poursuite par équipes

### Championnats nationaux
- Championne d'Allemagne de la course aux points en 2006 et 2010
- Championne d'Allemagne de poursuite en 2009
- Championne d'Allemagne de poursuite par équipes en 2011